# Elsdorf-Westermühlen
Elsdorf-Westermühlen (tysk) eller Elstorp-Vestermølle (dansk) er en kommune og en by i det nordlige Tyskland, beliggende i Amt Hohner Harde i den vestlige del af Kreis Rendsborg-Egernførde. Kreis Rendsborg-Egernførde ligger i den centrale del af delstaten Slesvig-Holsten.

## Geografi
Kommunen ligger omkring ti kilometer sydvest for Rendsborg ved Bundesstraße 203 mod Heide.

### Inddeling
Ud over Elsdorf og Westermühlen ligger i kommunen Kiekut, Hohenheide, Hohenkamp, Knaten, Kreuzblöcken, Salem, Westerweide, Winkel, Wittenmoor, Holmbek, Röhland og Vordamm.